# Чайковська Анна Михайлівна
Анна Михайлівна Чайковська (рос. Алла Михайловна Чайковская; нар. 21 червня 1934, Запоріжжя) — радянська шахістка. Чемпіонка Грузинської РСР: 1963, 1964 (з Наною Александрія), 1967. Міжнародний майстер (1962).

## Кар'єра
Інженер за фахом. Чемпіонка Грузинської РСР з шахів серед жінок (1963, 1964 (з Наною Александрія), 1967), призерка низки чемпіонатів республіки (1957—1960, 1965).
Учасниця 8 чемпіонатів СРСР, найкращі результати:
- 1962 — 2-е місце
- 1963 — 6
- 1966 — 6
- 1967 — 2
- 1968 — 1-2-е місця (з Наною Александрія).

Найкращі результати в міжнародних змаганнях:
- 1961, Тбілісі — 2-е місце
- 1964, Сухумі — 2-е місце
- 1968, Тбілісі — 2-3-є місця